# Mswaha
Mswaha è una circoscrizione rurale (rural ward) della Tanzania situata nel distretto di Korogwe, regione di Tanga. Conta una popolazione di 13 594 abitanti (censimento 2012).